# Longling (köping i Kina)
Longling (kinesiska: 龙岭, 龙岭镇) är en köping i Kina. Den ligger i provinsen Jiangxi, i den sydöstra delen av landet, omkring 350 kilometer söder om provinshuvudstaden Nanchang. Antalet invånare är 33352. Befolkningen består av 16 351 kvinnor och 17 001 män. Barn under 15 år utgör 23,0 %, vuxna 15-64 år 67 %, och äldre över 65 år 8,0 %.
Genomsnittlig årsnederbörd är 1 831 millimeter. Den regnigaste månaden är maj, med i genomsnitt 317 mm nederbörd, och den torraste är oktober, med 15 mm nederbörd.